# Паново (Калужская область)
Паново— деревня  в Износковском районе Калужской области России. Входит в сельское поселение «Село Льнозавод».

## География
Расположено у реки Устье. Рядом — Булатово, Жизненные волны.

## Население
| 2002 | 2010 |
| ---- | ---- |
| 5    | ↘1   |